# ホロライブ・サマー
ホロライブ・サマー（英語: hololive Summer）は、女性バーチャルYouTuberグループ・ホロライブが2019年、2022年、2023年の夏期に行った企画。2024年以降の夏期には、異なる名称で同様の企画が行われているが、本記事ではこれらの企画についてもまとめて扱う。

## 経歴
最初の「ホロライブ・サマー」である「ホロライブ・サマー2019」は、2019年2月14日にホロライブが行ったイベント「ホロライブ×TSUKUMO バーチャルチョコレートお渡し会」および、同年6月1日から実施されたホロライブとショッピングセンターのアトレ秋葉原のコラボレーション企画が好評を博し、ホロライブのコンテンツとしての力が高まったことで、ホロライブを運営するカバー株式会社が「同年の夏はよりイベントに力を注ぎたい」と考えた結果、同年に行われた。
2020年および2021年には、カバーが急激に成長したホロライブに対して企画体制を整え切れなかったり、年々変わる配信プラットフォーム側のルールに適する形への調整に難航したりしたため、「ホロライブ・サマー」が行われることはなかった。そのため、この2つの年の夏期には「#ホロライブサマーを返せ」というハッシュタグを使った、「ホロライブ・サマー」の開催を求める運動がホロライブのファンによって行われることとなった。しかし、2021年以降に企画運営部署の整備など、カバーの社内体制がある程度固まった後は、カバーがホロライブの所属タレント全員が参加できるような大規模イベントを検討し、社内における水着衣装の着用のルールを定めたり、ウェブサイト「ホロライブ公式ファンクラブ」をリニューアルを行い、一定のルールの下で様々なニーズに応える形での配信ができる環境を準備したりした結果、2022年には前回から3年ぶりとなる「ホロライブ・サマー」である「ホロライブ・サマー2022」が行われた。
2023年には「ホロライブ・サマー2023」が実施されたが、翌年の2024年以降には「ホロライブ・サマー」に相当する企画が行われており、2024年には「ホロのなつやすみ」（英語: holoSummer Vacation）、2025年には「ホロナツパラダイス」（英語: holonatsu Paradise）が行われた。

## 衣装
「ホロライブ・サマー」にて使われた特別な衣装は、水着衣装と浴衣衣装の2種類である。水着衣装は、「ホロライブ・サマー2019」にて使われたものは、ホロライブの所属タレント個人の動画配信のためにフォーカスしたもので、いずれも個性が溢れるデザインとなっていたが、「ホロライブ・サマー2022」にて使われたもの「シャイニーウェーブ」は、同企画のコンセプトやライブ「Climax Story Live」のビジュアルの制作などの影響により、ホロライブ全体の一体感を創出する必要があったため、全体的に統一されたデザインとなっている。また、「ホロライブ・サマー2023」以降の企画にて使われているものは、2023年1月13日から2月12日にかけて、ホロライブとピクシブ株式会社が行ったクリエイターコンテスト「ホロライブクリエイターコンテスト2023」の「水着デザイン部門」にて、最優秀賞を受賞した作品を実装したものとなっている。一方、浴衣衣装「スマイリーハーモニー」は、「ホロライブ・サマー2022」以降の企画にて使われており、色のバリエーションが豊富である。

## オンラインイベント

### ホロライブの公式YouTubeチャンネルにて配信されたオンラインイベント

#### 開会式
2023年以降に毎年開催されている。
| 開催日       | タイトル                                                                  | 出演者 |
| ------------ | ------------------------------------------------------------------------- | --- |
| 2023年7月1日 | ホロライブ史上最大の夏が始まる……【#hololivesummer2023】                   | ときのそら、星街すいせい、白上フブキ、湊あくあ、ムーナ・ホシノヴァ、アイラニ・イオフィフティーン、小鳥遊キアラ、がうる・ぐら |
| 2024年8月3日 | ホロの夏、はじまる。【#ホロのなつやすみ】                                 | 赤井はあと、桃鈴ねね、鷹嶺ルイ、ハコス・ベールズ                                                                             |
| 2025年7月9日 | 【ホロの夏】夏の楽園…その名もホロナツパラダイス！！【#holonatsuParadise】 | 宝鐘マリン、白銀ノエル、ラプラス・ダークネス、クレイジー・オリー、フワワ・アビスガード、モココ・アビスガード                 |

#### ホロライブ・サマー2022（オンラインイベント）
「ホロライブ・サマー2022」は、2022年にかけて配信された、ストーリー形式の動画配信。ホロライブの楽曲「Shiny Smily Story」をモチーフとした、それぞれ「輝き」、「笑顔」、「物語」を司る3つのクリスタルを巡る物語が展開された。
| #  | タイトル                           | 出演者 | 配信日        |
| -- | ---------------------------------- | --- | ------------- |
| #1 | 帰ってきた？センシティブサマー！？ | ときのそら ロボ子さん さくらみこ AZKi アキ・ローゼンタール 白上フブキ 湊あくあ 戌神ころね 兎田ぺこら 不知火フレア 宝鐘マリン 角巻わため 常闇トワ 雪花ラミィ 尾丸ポルカ ラプラス・ダークネス 鷹嶺ルイ 博衣こより 風真いろは 友人A 春先のどか 谷郷元昭 | 2022年 8月6日 |
| #2 | 南の島に氷笑の魔術師、現る！       | 白上フブキ 兎田ぺこら 宝鐘マリン 雪花ラミィ 博衣こより | 8月9日        |
| #3 | わわわわ！ 光に包まれていく……！？  | 星街すいせい 夜空メル 赤井はあと 白上フブキ 夏色まつり 百鬼あやめ 癒月ちょこ 大空スバル 猫又おかゆ 兎田ぺこら 白銀ノエル 宝鐘マリン 角巻わため 姫森ルーナ 雪花ラミィ 桃鈴ねね 獅白ぼたん 尾丸ポルカ 鷹嶺ルイ 博衣こより 沙花叉クロヱ 友人A 春先のどか | 8月15日       |
| #4 | 笑わない羊VS笑わせるアイドル       | 大空スバル 宝鐘マリン 角巻わため 常闇トワ 姫森ルーナ | 8月18日       |
| #5 | ……これが最後の戦いになりそうですね | ときのそら ロボ子さん さくらみこ 星街すいせい 夜空メル アキ・ローゼンタール 紫咲シオン 百鬼あやめ 大空スバル 大神ミオ 白銀ノエル 宝鐘マリン 天音かなた 角巻わため 姫森ルーナ 桃鈴ねね 獅白ぼたん ラプラス・ダークネス 鷹嶺ルイ 博衣こより 風真いろは 友人A | 8月22日       |
| #6 | 私たちの夏物語はここからだ！       | さくらみこ 星街すいせい 大神ミオ 宝鐘マリン 鷹嶺ルイ | 8月25日       |
| #7 | 3つの秘宝                          | ときのそら さくらみこ 星街すいせい 夜空メル アキ・ローゼンタール 赤井はあと 白上フブキ 夏色まつり 湊あくあ 紫咲シオン 百鬼あやめ 癒月ちょこ 大空スバル 大神ミオ 猫又おかゆ 兎田ぺこら 不知火フレア 白銀ノエル 宝鐘マリン 天音かなた 角巻わため 常闇トワ 姫森ルーナ 雪花ラミィ 桃鈴ねね 獅白ぼたん 尾丸ポルカ ラプラス・ダークネス 鷹嶺ルイ 博衣こより 沙花叉クロヱ 風真いろは 友人A 春先のどか 谷郷元昭 | 8月29日       |

#### ガルパホロライブカップ in ホロライブサマー
「ガルパホロライブカップ in ホロライブサマー」（ガルパホロライブカップ イン ホロライブサマー）は、「ホロライブ・サマー2022」の一環として、2022年8月28日に開催された、ゲーム『バンドリ! ガールズバンドパーティ!』を対象に行われたゲーム大会。ときのそら、AZKi、博衣こよりからなるチーム、獅白ぼたんとラプラス・ダークネスからなるチーム、ロボ子さん、常闇トワ、沙花叉クロヱからなるチーム、夏色まつりと尾丸ポルカからなるチームが総当たり戦を行った。また、MCは白上フブキ、ホロライブの事務所スタッフ・友人Aと春先のどかが務め、本大会で使用された課題曲は、「シル・ヴ・プレジデント」、「ぼなぺてぃーと♡S」、「創聖のアクエリオン」、「R」の4曲である。

#### ホロサマ大感謝祭 ライブ直前!!こんなに夏盛り上げちゃってもいいんですかスペシャル
「ホロサマ大感謝祭 ライブ直前!!こんなに夏盛り上げちゃってもいいんですかスペシャル」（ホロサマだいかんしゃさい ライブちょくぜん こんなになつもりあげちゃってもいいんですかスペシャル）は、「ホロライブ・サマー2023」の特別番組。同イベントを題材としたクイズが出題された「ホロサマ振り返りクイズ！」、さくらみこがMCを務めた音楽トークショー「さくらみこのみゅーじっくとーく。」、ホロライブの所属タレントが青春ドラマのアドリブ劇に挑戦した「青春を演じろ！アドリブドラマ！」、ビンゴ大会「ホロサマ満喫ビンゴ大抽選会」が行われた。出演者はAZKi、白上フブキ、大神ミオ、白銀ノエル、桃鈴ねね、ラプラス・ダークネス、映像内の出演者はときのそら、さくら、星街すいせい、夜空メル、アキ・ローゼンタール、不知火フレア、白銀ノエル、鷹嶺ルイ、風真いろは、リモート出演者はときの、ローゼンタール、夏色まつり、大空スバル、天音かなた、角巻わため、雪花ラミィ、鷹嶺、博衣こより、沙花叉クロヱ、風真、ハコス・ベールズ、アイラニ・イオフィフティーン、クレイジー・オリー、アーニャ・メルフィッサ、パヴォリア・レイネ、ベスティア・ゼータだった。

#### ホロなつビンゴ超豪華抽選会
「ホロなつビンゴ超豪華抽選会」（ホロなつビンゴちょうごうかちゅうせんかい）は、2024年9月1日に配信され、白銀ノエル、宝鐘マリン、角巻わため、尾丸ポルカ、ラプラス・ダークネスが出演したビンゴ大会。

#### ホロナツクイーン決定戦！ in VRChat
「ホロナツクイーン決定戦！ in VRChat」（ホロナツクイーンけっていせん イン ブイアールチャット）は、2025年7月26日の20時から開催された、ゲーム『VRChat』を使った「ホロナツパラダイス」のゲーム大会。さくらみこ、アキ・ローゼンタール、大神ミオ、白銀ノエル、宝鐘マリン、雪花ラミィ、博衣こより、風真いろは、アユンダ・リス、ムーナ・ホシノヴァ、パヴォリア・レイネ、ベスティア・ゼータ、こぼ・かなえる、一伊那尓栖、IRyS 、オーロ・クロニー、シオリ・ノヴェラ、古石ビジュー、ネリッサ・レイヴンクロフト、フワワ・アビスガード、モココ・アビスガード、エリザベス・ローズ・ブラッドフレイム、ジジ・ムリン、セシリア・イマーグリーン、ラオーラ・パンテーラ、音乃瀬奏、一条莉々華、響咲リオナ、水宮枢、輪堂千速、綺々羅々ヴィヴィが、本イベントのオリジナルの3つのゲーム「ハリセンチャンプ」、「SUIKA SMASH!」、「GIGAS」をプレイした。また、MCは白上フブキ、アーニャ・メルフィッサ、森カリオペが務めた。

### ホロライブの所属タレント個人のYouTubeチャンネルにて配信されたオンラインイベント

#### ホロサマ！shorts
「ホロサマ！shorts」（ホロサマショーツ）は、「ホロライブ・サマー2023」の一環として、2023年にホロライブの所属タレントのYouTubeチャンネルにて配信された、夏に合わせたシチュエーション動画。
|      | 7月                    | 8月                          |
| ---- | ---------------------- | ---------------------------- |
| 1日  | ときのそら             | クレイジー・オリー           |
| 2日  | ムーナ・ホシノヴァ     | 猫又おかゆ                   |
| 3日  | 大神ミオ               | 紫咲シオン                   |
| 4日  | 癒月ちょこ             | アイラニ・イオフィフティーン |
| 5日  | 小鳥遊キアラ           | 宝鐘マリン                   |
| 6日  | 雪花ラミィ             | IRyS                         |
| 7日  | 七詩ムメイ             | AZKi                         |
| 8日  | 星街すいせい           | 常闇トワ                     |
| 9日  | セレス・ファウナ       | カエラ・コヴァルスキア       |
| 10日 | 沙花叉クロヱ           | 桃鈴ねね                     |
| 11日 | 百鬼あやめ             | 兎田ぺこら                   |
| 12日 | こぼ・かなえる         | 獅白ぼたん                   |
| 13日 | 風真いろは             | オーロ・クロニー             |
| 14日 | 夜空メル               | 角巻わため                   |
| 15日 | 白上フブキ             | 一伊那尓栖                   |
| 16日 | ラプラス・ダークネス   | 鷹嶺ルイ                     |
| 17日 | さくらみこ             | 大空スバル                   |
| 18日 | 尾丸ポルカ             | 姫森ルーナ                   |
| 19日 | パヴォリア・レイネ     | ハコス・ベールズ             |
| 20日 | 森カリオペ             | 天音かなた                   |
| 21日 | 不知火フレア           | 博衣こより                   |
| 22日 | 夏色まつり             | がうる・ぐら                 |
| 23日 | アーニャ・メルフィッサ | シオリ・ノヴェラ             |
| 24日 | アキ・ローゼンタール   | 古石ビジュー                 |
| 25日 | アユンダ・リス         | ネリッサ・レイヴンクロフト   |
| 26日 | 湊あくあ               | フワワ・アビスガード         |
| 27日 | ワトソン・アメリア     | モココ・アビスガード         |
| 28日 | 戌神ころね             | （なし）                     |
| 29日 | ベスティア・ゼータ     | （なし）                     |
| 30日 | 白銀ノエル             | （なし）                     |
| 31日 | ロボ子さん             | （なし）                     |

#### 水着お披露目！ホロライブサマーソングリレー
「水着お披露目！ホロライブサマーソングリレー」（みずぎおひろめホロライブサマーソングリレー）は、「ホロライブ・サマー2023」の一環として、2023年7月29日から7月30日にかけて、ホロライブの所属タレントのYouTubeチャンネルにて配信された、同タレントが歌唱を行った動画配信。
| 時                                                        | 分                   | 分                   | 分                   | 分                 |
| 時                                                        | 0分から20分          | 20分から30分         | 30分から40分         | 40分から60分       |
| 7月29日                                                   | 7月29日              | 7月29日              | 7月29日              | 7月29日            |
| --------------------------------------------------------- | -------------------- | -------------------- | -------------------- | ------------------ |
| 23時                                                      | 角巻わため           | 角巻わため           | 紫咲シオン           | 紫咲シオン         |
| 7月30日（1時40分から7時まで、12時から14時までは休憩時間） |                      |                      |                      |                    |
| 0時                                                       | 沙花叉クロエ         | アキ・ローゼンタール | アキ・ローゼンタール | 夏色まつり         |
| 1時                                                       | 尾丸ポルカ           | 不知火フレア         | 不知火フレア         | （休憩時間）       |
| 7時                                                       | ラプラス・ダークネス | ラプラス・ダークネス | 小鳥遊キアラ         | 小鳥遊キアラ       |
| 8時                                                       | 一伊那尓栖           | 一伊那尓栖           | （休憩時間）         | （休憩時間）       |
| 9時                                                       | 博衣こより           | 博衣こより           | ときのそら           | ときのそら         |
| 10時                                                      | 白銀ノエル           | セレス・ファウナ     | セレス・ファウナ     | クレイジー・オリー |
| 11時                                                      | 森カリオペ           | IRyS                 | IRyS                 | 大神ミオ           |
| 14時                                                      | 風真いろは           | 風真いろは           | パヴォリア・レイネ   | パヴォリア・レイネ |
| 15時                                                      | ハコス・ベールズ     | ハコス・ベールズ     | 猫又おかゆ           | 猫又おかゆ         |
| 16時                                                      | 姫森ルーナ           | 姫森ルーナ           | AZKi                 | AZKi               |
| 17時                                                      | 天音かなた           | ロボ子さん           | ロボ子さん           | 常闇トワ           |
| 18時                                                      | さくらみこ           | 大空スバル           | 大空スバル           | 鷹嶺ルイ           |
| 19時                                                      | 宝鐘マリン           | （なし）             | （なし）             | （なし）           |

#### 蟷螂村
「蟷螂村」（とうろうむら）は、2024年8月22日に行われた、「ホロのなつやすみ」のマーダーミステリー。登場人物の鎌野タツミ（かまの タツミ）は雪花ラミィ、斧山ウシトラ（おのやま ウシトラ）は獅白ぼたん、顎川ぬい（あごかわ ぬい）は博衣こより、翅穴ツジ（はねあな ツジ）は轟はじめ、原案および脚本は糸魚川鋼二、監修はJOLDEENO、ゲームマスターはJOLDEENOのずっちーが担当した。

#### 「豪華客船イクリプス殺人事件」-名探偵の競演-
「「豪華客船イクリプス殺人事件」-名探偵の競演-」（ごうかきゃくせんイクリプスさつじんじけんめいたんていのきょうえん）は、2024年8月29日に行われた、「ホロのなつやすみ」のマーダーミステリー。登場人物のスター〈星〉は白上フブキ、ストレングス〈力〉はロボ子さん、フォーチュン〈運命の輪〉は儒烏風亭らでん、タワー〈塔〉は一条莉々華、原案は山﨑剛、脚本は糸魚川鋼二、監修はJOLDEENO、ゲームマスターはJOLDEENOのずっちーが担当した。

#### ホロナツPiece!
2025年7月10日から7月26日にかけて配信された、「ホロナツパラダイス」のショート動画。
| 配信日  | 配信者                                                                   |
| ------- | ------------------------------------------------------------------------ |
| 7月10日 | AZKi、アユンダ・リス、オーロ・クロニー、輪堂千速                         |
| 7月11日 | 天音かなた、カエラ・コヴァルスキア、音乃瀬奏                             |
| 7月12日 | 癒月ちょこ、大神ミオ、シオリ・ノヴェラ、響咲リオナ                       |
| 7月13日 | 桃鈴ねね、ムーナ・ホシノヴァ、ジジ・ムリン                               |
| 7月14日 | ときのそら、赤井はあと、ラプラス・ダークネス                             |
| 7月15日 | 不知火フレア、姫森ルーナ、こぼ・かなえる、モココ・アビスガード           |
| 7月16日 | 夏色まつり、尾丸ポルカ、風真いろは、古石ビジュー                         |
| 7月17日 | 百鬼あやめ、アイラニ・イオフィフティーン、IRyS、綺々羅々ヴィヴィ         |
| 7月18日 | ロボ子さん、戌神ころね、エリザベス・ローズ・ブラッドフレイム、一条莉々華 |
| 7月19日 | 兎田ぺこら、クレイジー・オリー、フワワ・アビスガード、水宮枢             |
| 7月20日 | 白銀ノエル、角巻わため、一伊那尓栖                                       |
| 7月21日 | アキ・ローゼンタール、パヴォリア・レイネ、虎金妃笑虎                     |
| 7月22日 | さくらみこ、猫又おかゆ、ラオーラ・パンテーラ、儒烏風亭らでん             |
| 7月23日 | 大空スバル、獅白ぼたん、小鳥遊キアラ、ネリッサ・レイヴンクロフト         |
| 7月24日 | 博衣こより、アーニャ・メルフィッサ、セシリア・イマーグリーン、轟はじめ   |
| 7月25日 | 白上フブキ、雪花ラミィ、ハコス・ベールズ                                 |
| 7月26日 | 宝鐘マリン、ベスティア・ゼータ、森カリオペ                               |

#### ホロナツ ゲキアツ！真夏の歌枠リレー！
「ホロナツ ゲキアツ！真夏の歌枠リレー！」（ホロナツ ゲキアツまなつのうたわくリレー）は、「ホロナツパラダイス」の一環として、2025年7月25日から7月26日にかけて配信された、同タレントが歌唱を行った動画配信。
| 時                                  | 分（7月26日の9時から9時40分および14時台は例外）                                 | 分（7月26日の9時から9時40分および14時台は例外）                                 | 分（7月26日の9時から9時40分および14時台は例外）                                 |
| 時                                  | 0分から20分                                                                     | 20分から40分                                                                    | 40分から60分                                                                    |
| 7月25日                             | 7月25日                                                                         | 7月25日                                                                         | 7月25日                                                                         |
| ----------------------------------- | ------------------------------------------------------------------------------- | ------------------------------------------------------------------------------- | ------------------------------------------------------------------------------- |
| 19時                                | ときのそら                                                                      | 一条莉々華                                                                      | 風真いろは                                                                      |
| 20時                                | エリザベス・ローズ・ブラッドフレイム                                            | 音乃瀬奏                                                                        | ラプラス・ダークネス                                                            |
| 21時                                | 響咲リオナ                                                                      | クレイジー・オリー                                                              | ムーナ・ホシノヴァ                                                              |
| 22時                                | さくらみこ                                                                      | 癒月ちょこ                                                                      | AZKi                                                                            |
| 23時                                | アキ・ローゼンタール                                                            | 鷹嶺ルイ                                                                        | 博衣こより                                                                      |
| 7月26日（1時から7時までは休憩時間） |                                                                                 |                                                                                 |                                                                                 |
| 0時                                 | 轟はじめ                                                                        | 儒烏風亭らでん                                                                  | 角巻わため                                                                      |
| 7時                                 | オーロ・クロニー                                                                | ジジ・ムリン                                                                    | セシリア・イマーグリーン                                                        |
| 8時                                 | こぼ・かなえる                                                                  | 虎金妃笑虎                                                                      | 綺々羅々ヴィヴィ                                                                |
| 9時                                 | 綺々羅々ヴィヴィ（9時から9時10分） 一伊那尓栖（9時10分から9時40分）             | 綺々羅々ヴィヴィ（9時から9時10分） 一伊那尓栖（9時10分から9時40分）             | 古石ビジュー                                                                    |
| 10時                                | 森カリオペ                                                                      | ハコス・ベールズ                                                                | フワワ・アビスガード                                                            |
| 11時                                | IRyS                                                                            | 不知火フレア                                                                    | 白銀ノエル                                                                      |
| 12時                                | 宝鐘マリン                                                                      | 水宮枢                                                                          | 小鳥遊キアラ                                                                    |
| 13時                                | パヴォリア・レイネ                                                              | 大神ミオ                                                                        | 赤井はあと                                                                      |
| 14時                                | 夏色まつり（14時から14時30分） アイラニ・イオフィフティーン（14時30分から15時） | 夏色まつり（14時から14時30分） アイラニ・イオフィフティーン（14時30分から15時） | 夏色まつり（14時から14時30分） アイラニ・イオフィフティーン（14時30分から15時） |
| 15時                                | 天音かなた                                                                      | 獅白ぼたん                                                                      | モココ・アビスガード                                                            |
| 16時                                | 尾丸ポルカ                                                                      | 輪堂千速                                                                        | 桃鈴ねね                                                                        |

#### 一番強いケツは誰だ！？ホロライブ尻相撲大会！！
「一番強いケツは誰だ！？ホロライブ尻相撲大会！！」（いちばんつよいケツはだれだホロライブしりずもうたいかい）は、2025年7月26日の18時から大空スバルのYouTubeチャンネルにて開催された、大空、白銀ノエル、雪花ラミィからなるユニット「BIG3」が主催する、「ホロナツパラダイス」の尻相撲大会。「BIG3」のほか、大神ミオ、天音かなた、アイラニ・イオフィフティーン、IRySが参加した。

## リアルイベント

### ホロライブ縁日 in 新宿
「ホロライブ縁日 in 新宿」（ホロライブえんにち イン しんじゅく）は、2022年8月26日から8月27日にかけて、日本・新宿の某所にて開催された「ホロライブ・サマー2022」のイベントで、浴衣衣装を着た5人のホロライブ所属タレント（AZKi、夏色まつり、湊あくあ、紫咲シオン、不知火フレア）を起用した、屋台風のアトラクションなどが体験できたほか、これらをクリアすることでアトラクション「モンスターカプセル」の挑戦権を得られた。

## ライブ

### Climax Story Live
「Climax Story Live」（クライマックス ストーリー ライブ）は、2022年8月31日の21時から、ホロライブの公式YouTubeチャンネルにて配信された、「ホロライブ・サマー2022」のフィナーレを飾るライブ。

#### 出演者（Climax Story Live）
主演は、本ライブが開催された当時の日本のホロライブの所属タレント35名全員（ときのそら、ロボ子さん、さくらみこ、星街すいせい、AZKi、夜空メル、アキ・ローゼンタール、赤井はあと、白上フブキ、夏色まつり、湊あくあ、紫咲シオン、百鬼あやめ、癒月ちょこ、大空スバル、大神ミオ、猫又おかゆ、戌神ころね、兎田ぺこら、不知火フレア、白銀ノエル、宝鐘マリン、天音かなた、角巻わため、常闇トワ、姫森ルーナ、雪花ラミィ、桃鈴ねね、獅白ぼたん、尾丸ポルカ、ラプラス・ダークネス、鷹嶺ルイ、博衣こより、沙花叉クロヱ、風真いろは）で、水着衣装や浴衣衣装を着て出演した。また、ホロライブのグループの一つ「hololive English Myth」の所属タレントの一伊那尓栖とがうる・ぐらがゲストとして出演した。

#### スタッフ（Climax Story Live）
- 映像制作 - Syamo.G-しゃもじ-、オニマル、Roly、しょうけい、臼水、棗傘、kotose、ゆっぴ、紺屋本綴、めありーぬ
- Special Thanks - KosK、犬絵、日南めい、まつこ

#### セットリスト（Climax Story Live）
MCの進行の担当は、直前の楽曲の歌唱者と同一である。
1. 飛んでK!ホロライブサマー」（ときのそら、宝鐘マリン、角巻わため、雪花ラミィ、博衣こより）
2. 「キラメキライダー☆」（ロボ子さん、猫又おかゆ、白銀ノエル）
  - MC1
3. 「Dreaming Days」（紫咲シオン、癒月ちょこ、天音かなた、姫森ルーナ）
4. 「BLUE CLAPPER」（雪花ラミィ、桃鈴ねね、獅白ぼたん、尾丸ポルカ）
  - MC2
5. 「夢見る空へ」（夜空メル、アキ・ローゼンタール、赤井はあと、白上フブキ、夏色まつり）
6. 「あすいろClearSky」（さくらみこ、不知火フレア、鷹嶺ルイ）
7. 「浸食!! 地球全域全おーしゃん」（湊あくあ、宝鐘マリン、一伊那尓栖、がうる・ぐら）
8. 「りゅーーっときてきゅーーっ!!!」（湊あくあ、宝鐘マリン、沙花叉クロヱ、一伊那尓栖、がうる・ぐら）
  - MC3
9. 「Prism Melody」（AZKi、兎田ぺこら、角巻わため）
10. 「ホロメン音頭」（大空スバル、戌神ころね、常闇トワ、ラプラス・ダークネス）
  - MC4
11. 「Sparklers」（星街すいせい、百鬼あやめ、大神ミオ、風真いろは）

### hololive Summer 2023 3D LIVE Splash Party!
「hololive Summer 2023 3D LIVE Splash Party!」（ホロライブ サマー 2023 スリーディー ライブ スプラッシュ パーティー）は、ホロライブのライブ。「Sunshine」（サンシャイン）および「Night」（ナイト）の2つの公演からなり、それぞれ2023年8月26日および8月27日の20時から、ストリーミングサービス・Z-aNにてオンライン上で開催される予定だったが、「Sunshine」はZ-aN側のサーバトラブルの影響で延期となり、同年8月27日の13時からホロライブの公式YouTubeチャンネルにて開催された。一方、「Night」は予定通りに開催された。

#### 出演者（hololive Summer 2023 3D LIVE Splash Party!）
「Sunshine」
ときのそら、さくらみこ、星街すいせい、AZKi、夜空メル、アキ・ローゼンタール、白上フブキ、夏色まつり、湊あくあ、紫咲シオン、癒月ちょこ、大空スバル、兎田ぺこら、不知火フレア、白銀ノエル、宝鐘マリン、天音かなた、角巻わため、姫森ルーナ、獅白ぼたん、尾丸ポルカ、鷹嶺ルイ、沙花叉クロヱ、風真いろは、アユンダ・リス、ムーナ・ホシノヴァ、アイラニ・イオフィフティーン、クレイジー・オリー、アーニャ・メルフィッサ、パヴォリア・レイネ、ベスティア・ゼータ、カエラ・コヴァルスキア、こぼ・かなえる、小鳥遊キアラ、一伊那尓栖、がうる・ぐら、ワトソン・アメリア、七詩ムメイ
「Night」
ロボ子さん、白上フブキ、百鬼あやめ、癒月ちょこ、大空スバル、大神ミオ、猫又おかゆ、戌神ころね、兎田ぺこら、不知火フレア、白銀ノエル、宝鐘マリン、天音かなた、角巻わため、常闇トワ、姫森ルーナ、雪花ラミィ、桃鈴ねね、獅白ぼたん、尾丸ポルカ、ラプラス・ダークネス、鷹嶺ルイ、博衣こより、沙花叉クロヱ、風真いろは、ムーナ・ホシノヴァ、クレイジー・オリー、アーニャ・メルフィッサ、パヴォリア・レイネ、森カリオペ、小鳥遊キアラ、がうる・ぐら、IRyS、セレス・ファウナ、オーロ・クロニー、ハコス・ベールズ

#### セットリスト（hololive Summer 2023 3D LIVE Splash Party!）
MCの進行の担当は、直前の楽曲の歌唱者と同一である。
「Sunshine」
1. 「青春アーカイブ」（メインテーマ選抜［ときのそら、星街すいせい、白上フブキ、湊あくあ、天音かなた、ムーナ・ホシノヴァ、アイラニ・イオフィフティーン、小鳥遊キアラ、がうる・ぐら］）
2. 「おーしゃんうぇーぶ・Party☆らぃ」（UMISEA［湊あくあ、宝鐘マリン、沙花叉クロヱ、一伊那尓栖、がうる・ぐら］）
  - MC1「全員で協力して魅せろ！海の生物コレなぁ〜んだ！？」
3. 「アイワナムチュー」（ししわた［角巻わため、獅白ぼたん］）
4. 「ワーワーワールド」（AmeMiko［さくらみこ、ワトソン・アメリア］）
  - MC2「えりーとイングリッシュで伝えろ！AmeMiko説明ゲーム」
5. 「メンヘラじゃないもん!」（あくしお［湊あくあ、紫咲シオン］）
6. 「SUMMER SONG」（あずいろ［AZKi、風真いろは］）
  - MC3「愛してるゲーム」
7. 「Dreaming Days」（hololive 1st Generation［夜空メル、アキ・ローゼンタール、白上フブキ、夏色まつり］）
8. 「HOLOTORI Dance!」（HOLOTORI［大空スバル、鷹嶺ルイ、パヴォリア・レイネ、小鳥遊キアラ、七詩ムメイ］）
  - MC4「絆で言語の壁を越えろ！HOLOTORIジェスチャーゲーム」
9. 「FREELY TOMORROW」（Holoro［クレイジー・オリー、アーニャ・メルフィッサ、パヴォリア・レイネ］）
10. 「臥薪嘗胆」（hololive Indonesia［アユンダ・リス、ムーナ・ホシノヴァ、アイラニ・イオフィフティーン、クレイジー・オリー、アーニャ・メルフィッサ、パヴォリア・レイネ、ベスティア・ゼータ、カエラ・コヴァルスキア、こぼ・かなえる］）
  - MC5「ジェネレーションの壁を越えろ！ID ALL ジェスチャーゲーム」
11. 「ぐるぐるワンダーランド」（スバちょこルーナ［癒月ちょこ、大空スバル、姫森ルーナ］）
12. 「Shiny Smily Story (2022 ver.)」（hololive 3rd Generation［兎田ぺこら、不知火フレア、白銀ノエル、宝鐘マリン］）
13. 「なかま歌」（不知火建設［さくらみこ、星街すいせい、不知火フレア、白銀ノエル、尾丸ポルカ］）
14. MC6「おてて繋いで息を合わせろ！進め！けんけんゲーム！」
15. 「シュガーラッシュ」（miComet［さくらみこ、星街すいせい］）

「Night」
1. 「アバンチュール♡ホリック」（2ndテーマ選抜［癒月ちょこ、猫又おかゆ、宝鐘マリン、白銀ノエル、常闇トワ、雪花ラミィ、パヴォリア・レイネ、セレス・ファウナ、オーロ・クロニー］）
2. 「迷宮なラビリンス」（秘密結社holoX［ラプラス・ダークネス、鷹嶺ルイ、博衣こより、沙花叉クロヱ、風真いろは］）
  - MC1「クイズの迷宮から脱出しろ！2択クイズゲーム！」
3. 「Reaper vs. Sheep -Kenko ver.」（Sheaper［角巻わため、森カリオペ］）
4. 「Get Wild」（かなルーニャ［天音かなた、姫森ルーナ、アーニャ・メルフィッサ］）
  - MC2「止めて答えろ！ジェスチャーゲーム！」
5. [A]ddiction」（クローボー［ロボ子さん、沙花叉クロヱ］）
6. 「劣等上等」（AKAKO［クレイジー・オリー、ハコス・ベールズ］）
  - MC3「3連続で成功させろ！あっちむいてホイチャレンジ」
7. 「ワールズエンド・ダンスホール」（かなりあ［不知火フレア、天音かなた、博衣こより］）
8. 「正体」（いろはにほへっと あやふぶみ［白上フブキ、百鬼あやめ、大神ミオ］）
9. 「咲かせや咲かせ」（PEBOT［兎田ぺこら、常闇トワ、獅白ぼたん］）
10. 「BANG!!!」（兎田建設［兎田ぺこら、常闇トワ、獅白ぼたん、ムーナ・ホシノヴァ、小鳥遊キアラ］）
  - MC4「空気を読んで社長に合わせるゲーム」
11. 「Suspect」（CHAD CAST［森カリオペ、IRyS、ハコス・ベールズ）
12. 「アイドルライフスターターパック」（SMOK［大空スバル、大神ミオ、猫又おかゆ、戌神ころね］）
13. 「BLUE CLAPPER（SSP ver.）」（ねぽらぼ［桃鈴ねね、尾丸ポルカ、雪花ラミィ、獅白ぼたん］）
  - MC5「全員で踊り切れ！BLUE CLAPPERダンスゲーム！」
14. 「緋色月下、狂咲ノ絶」（SameMori［森カリオペ、がうる・ぐら］）

#### エンディング（hololive Summer 2023 3D LIVE Splash Party!）
「Sunshine」および「Night」の公演が終了した直後には、以下の情報が発表された。
「Sunshine」
1. 音楽プロジェクト「hololive × HoneyWorks」の始動
2. ホロライブとゲーム『妖怪ウォッチ ぷにぷに』のコラボレーション
3. 楽曲「シュガーラッシュ」のトレーディングカードゲーム『ヴァイスシュヴァルツ』のタイアップ曲としての実装
4. 企画「hololive Meet」に関する最新情報

「Night」
1. 本ライブのBlu-ray Discの発売
2. 楽曲「青春アーカイブ」のミュージック・ビデオのアニメーション原画集の発売
3. ホロライブのグループ「hololive DEV_IS」のティザーPV

## ディスコグラフィ
いずれも、音楽配信によって発売された、ホロライブの所属タレントによるユニット・hololive IDOL PROJECTの作品で、レーベルはホロライブを運営するカバー株式会社の自社レーベル「cover corp.」である。

### 飛んでK！ホロライブサマー
「飛んでK！ホロライブサマー」（とんでケーホロライブサマー、英語: Tonde K! hololive summer）は、2022年8月19日に音楽配信が行われた、「ホロライブ・サマー2022」のテーマ曲。作詞は七条レタス（IOSYS）とまろん（IOSYS）、作曲と編曲はARM（IOSYS）が手がけ、歌唱はときのそら、ロボ子さん、さくらみこ、星街すいせい、AZKi、夜空メル、アキ・ローゼンタール、赤井はあと、白上フブキ、夏色まつり、湊あくあ、紫咲シオン、百鬼あやめ、癒月ちょこ、大空スバル、大神ミオ、猫又おかゆ、戌神ころね、兎田ぺこら、不知火フレア、白銀ノエル、宝鐘マリン、天音かなた、角巻わため、常闇トワ、姫森ルーナ、雪花ラミィ、桃鈴ねね、獅白ぼたん、尾丸ポルカ、ラプラス・ダークネス、鷹嶺ルイ、博衣こより、沙花叉クロヱ、風真いろはが担当した。また、Billboard JAPANによる2022年08月31日公開のBillboard Japan Download Songsにて37位を記録した。
| 全作詞: 七条レタス（IOSYS）、まろん（IOSYS）、全作曲・編曲: ARM（IOSYS）。 |                                            |                                      |              |      |
| #                                                                          | タイトル                                   | 作詞                                 | 作曲・編曲   | 時間 |
| 1.                                                                         | 「飛んでK!ホロライブサマー」               | 七条レタス（IOSYS）、まろん（IOSYS） | ARM（IOSYS） | 4:59 |
| 2.                                                                         | 「飛んでK!ホロライブサマー」(Instrumental) | 七条レタス（IOSYS）、まろん（IOSYS） | ARM（IOSYS） | 4:59 |
| 合計時間:                                                                  | 合計時間:                                  | 9:58                                 |              |      |

楽曲の制作スタッフ
- ギター - ジュクチョー
- ベース - 蒼井刹那
- ドラム - ショボン

ミュージック・ビデオの制作スタッフ
- 映像制作 - よし

### ホロメン音頭
ホロメン音頭（ホロメンおんど、英語: hololive ondo）は、2022年8月22日に音楽配信が行われた、「ホロライブ・サマー2022」の楽曲の第2弾。作詞はまろん（IOSYS）と狐夢想、作曲と編曲はARM（IOSYS）が手がけ、歌唱はときのそら、ロボ子さん、AZKi、さくらみこ、夜空メル、白上フブキ、夏色まつり、赤井はあと、湊あくあ、紫咲シオン、癒月ちょこ、大空スバル、猫又おかゆ、戌神ころね、兎田ぺこら、不知火フレア、宝鐘マリン、天音かなた、角巻わため、常闇トワ、雪花ラミィ、桃鈴ねね、尾丸ポルカ、ラプラス・ダークネス、鷹嶺ルイ、博衣こより、沙花叉クロヱが担当した。
| 全作詞: まろん（IOSYS）、狐夢想、全作曲・編曲: ARM（IOSYS）。 |                                |                         |              |      |
| #                                                             | タイトル                       | 作詞                    | 作曲・編曲   | 時間 |
| 1.                                                            | 「ホロメン音頭」               | まろん（IOSYS）、狐夢想 | ARM（IOSYS） | 3:54 |
| 2.                                                            | 「ホロメン音頭」(Instrumental) | まろん（IOSYS）、狐夢想 | ARM（IOSYS） | 3:54 |
| 合計時間:                                                     | 合計時間:                      | 7:48                    |              |      |

ミュージック・ビデオの制作スタッフ
- Special Thanks - 株式会社新横浜ラーメン博物館

### Sparklers
Sparklers（スパークラーズ）は、2022年8月26日に音楽配信が行われた、「ホロライブ・サマー2022」の楽曲の第3弾。作詞は松井洋平、作曲と編曲はYASと石倉誉之が手がけ、歌唱は星街すいせい、アキ・ローゼンタール、百鬼あやめ、大神ミオ、白銀ノエル、姫森ルーナ、獅白ぼたん、風真いろはが担当した。また、Billboard JAPANによる2022年09月07日公開のBillboard Japan Download Songsにて39位を記録した。
| 全作詞: 松井洋平、全作曲・編曲: YAS、石倉誉之。 |                             |          |               |      |
| #                                               | タイトル                    | 作詞     | 作曲・編曲    | 時間 |
| 1.                                              | 「Sparklers」               | 松井洋平 | YAS、石倉誉之 | 4:58 |
| 2.                                              | 「Sparklers」(Instrumental) | 松井洋平 | YAS、石倉誉之 | 4:58 |
| 合計時間:                                       | 合計時間:                   | 9:56     |               |      |

楽曲の制作スタッフ
- Guitar - YAS
- Bass - okamu.

ミュージック・ビデオの制作スタッフ
- 美術監督・背景 - 袈裟丸絵美
- レイアウト - 山田翔、h.s、CHOI SO JEONG
- レイアウト演出 - 吉崎譲
- 背景マネージャー - 市野瀬文音
- レイアウトマネージャー - 菅沼玲奈、鶴田茉也
- 背景制作 - マカリア
- 背景協力 - バイブリーアニメーションスタジオ

### ホロライブ・サマー2022（EP）
『ホロライブ・サマー2022』（英語: hololive Summer 2022）は、同名の企画にて公開された楽曲が収録された、「ホロライブ・サマー2022」のEP。2022年8月31日にホロライブプロダクション公式ショップにてCDが販売され、2022年9月1日に音楽配信が行われた。CD版は8種類存在し、CD版限定収録楽曲「Shiny Smily Story（2022 各期生 ver.）」の歌唱を担当する期生が各々で異なる。また、オリコンチャートによる2022年09月12日付の週間 デジタルアルバムランキングにて18位を記録した。
収録楽曲（合計時間：22分37秒〈CD版〉、18分14秒〈音楽配信版〉）
1. 飛んでK!ホロライブサマー [4:59]
2. ホロメン音頭 [3:54]
3. Sparklers [4:58]
4. Shiny Smily Story（2022 ver.） [4:23]
作詞：金丸佳史、作曲：中野領太、編曲：秋浦智裕、歌唱：ときのそら、ロボ子さん、さくらみこ、星街すいせい、AZKi、夜空メル、アキ・ローゼンタール、赤井はあと、白上フブキ、夏色まつり、湊あくあ、紫咲シオン、百鬼あやめ、癒月ちょこ、大空スバル、大神ミオ、猫又おかゆ、戌神ころね、兎田ぺこら、不知火フレア、白銀ノエル、宝鐘マリン、天音かなた、角巻わため、常闇トワ、姫森ルーナ、雪花ラミィ、桃鈴ねね、獅白ぼたん、尾丸ポルカ、ラプラス・ダークネス、鷹嶺ルイ、博衣こより、沙花叉クロヱ、風真いろは
5. Shiny Smily Story（2022 各期生 ver.） [4:23]
作詞：金丸佳史、作曲：中野領太、編曲：秋浦智裕、歌唱：ホロライブ各期生

### 青春アーカイブ
青春アーカイブ（せいしゅんアーカイブ、英語: Seishun Archive）は、2023年7月2日に音楽配信が行われた、「ホロライブ・サマー2023」のメインテーマ。作詞・作曲・編曲はHoneyWorksが手がけ、歌唱はときのそら、星街すいせい、白上フブキ、湊あくあ、天音かなた、ムーナ・ホシノヴァ、アイラニ・イオフィフティーン、小鳥遊キアラ、がうる・ぐらが担当した。また、Billboard JAPANによる2023年07月12日公開のBillboard Japan Download Songsにて37位を記録した。
| 全作詞・作曲・編曲: HoneyWorks。 |                                  |            |            |      |
| #                                | タイトル                         | 作詞       | 作曲・編曲 | 時間 |
| 1.                               | 「青春アーカイブ」               | HoneyWorks | HoneyWorks | 3:06 |
| 2.                               | 「青春アーカイブ」(Instrumental) | HoneyWorks | HoneyWorks | 3:06 |
| 合計時間:                        | 合計時間:                        | 6:12       |            |      |

楽曲の制作スタッフ
- Guitar - Oji
- Bass - さと
- Keyboard - 宇都圭輝
- Drum - 裕木レオン
- Mixing Engineer - 米田聖
- 音楽ディレクター - 笹木譲

ミュージック・ビデオの制作スタッフ
- エグゼクティブプロデューサー - 谷郷元昭
- コンテンツプロデューサー・ディレクター - 碓井雅隆
- ディレクター - 伊丹勇人
- 監督・絵コンテ・演出 - 成田巧
- キャラクターデザイン・総作画監督 - 辻智子
- サブキャラクターデザイン・総作画監督 - 長田好弘
- キャラクターデザイン監修 - おるだん
- 作画監督 - 福田佳太、中島順、坂本俊太、ハニュー、長田好弘、宗園祐輔
- 原画 - 福田佳太、式地幸喜、畑智司、挽本敦子、土井田竜健、中島順、大森亘、坂本俊太、ハニュー、小田悠希恵、桐谷真咲、冨永一仁、寺井佳史、辻智子、小畑賢、長田好弘、小林陽奈、伊藤幸、國松聖士、木村和貴、米井大稀、平林航、DELF、持丸彰親、鳴海陽太、忍田雄介、保村成、谷口健太、真鍋元、髙木啓明、宮沢聖麿、作画組、西野理恵
- 第二原画 - 松倉悠羽、中込利恵、野津駿兵、井上和、二川剣治、福江あゆ、柏木さやか、ヒラヤマタクヤ、クボタソウスケ、佐野詩織、内堀雅人、坂本和哉、後山汰央、村山友良、バンダイナムコフィルムワークス
- 動画検査 - 木下あすな
- 動画 - スタジオKAI、中村萌美、麻生遥希、DR MOVIE
- 色彩設計・色指定・仕上げ検査 - 秋元由紀
- 仕上げ - DR MOVIE
- 美術監督 - 竹田悠介
- 背景 - Bamboo、長島孝幸、益城貴昌、平林いずみ、宗政拓也、垣堺司、平吹千佳、大貫賢太郎、佐々木拓夢
- 撮影監督 - 林賢太
- 撮影 - 杉山大樹、山口真樹、片山雄太、大出高士、森兼梨緒
- 2D - T2studio、影山慈郎
- CG監督 - 五藤彰
- CGデザイナー - 岩田健志
- CG制作協力 - 株式会社ウェルツアニメーションスタジオ
- CGプロデューサー - 石原慎也
- 編集 - 小口理菜
- オンライン編集 - 柴田香澄
- シナリオ制作 - 碓井雅隆
- シナリオ監修 - 友人A
- 制作担当 - 山口雄太郎
- 制作担当補佐 - 西村謙人
- アニメーションプロデューサー - 増尾将史
- 企画 - カバー株式会社
- アニメーション制作 - スタジオKAI

### アバンチュール♡ホリック
「アバンチュール♡ホリック」（英語: Aventure Holic）は、2023年7月30日に音楽配信が行われた、「ホロライブ・サマー2023」の楽曲の第2弾。作詞は藤村鼓乃美、作曲と編曲は彦田元気が手がけ、歌唱は癒月ちょこ、猫又おかゆ、宝鐘マリン、白銀ノエル、常闇トワ、雪花ラミィ、パヴォリア・レイネ、セレス・ファウナ、オーロ・クロニーが担当した。また、Billboard JAPANによる2023年08月09日公開のBillboard Japan Download Songsにて58位を記録した。
| 全作詞: 藤村鼓乃美、全作曲・編曲: 彦田元気。 |                                           |            |            |      |
| #                                            | タイトル                                  | 作詞       | 作曲・編曲 | 時間 |
| 1.                                           | 「アバンチュール♡ホリック」               | 藤村鼓乃美 | 彦田元気   | 3:19 |
| 2.                                           | 「アバンチュール♡ホリック」(Instrumental) | 藤村鼓乃美 | 彦田元気   | 3:19 |
| 合計時間:                                    | 合計時間:                                 | 6:38       |            |      |

楽曲の制作スタッフ
- Mixing Engineer - 石塚陽大（Hifumi,inc.）

ミュージック・ビデオの制作スタッフ
- 映像制作 - B-sakamoto
- 字幕制作 - fts、Isara、Sakura K.、Valnix、Gunvarrel、Lamine、Hiro、T-chan

### 藍染サマータイム!!
「藍染サマータイム!!」（あいぞめサマータイム、英語: Aizome Summer Time!!）は、2025年7月10日に音楽配信が行われた、「ホロナツパラダイス」のテーマ曲。作詞・作曲・編曲は藤永龍太郎（Elements Garden）が手がけ、歌唱は兎田ぺこら、角巻わため、桃鈴ねね、アユンダ・リス、こぼ・かなえる、フワワ・アビスガード、モココ・アビスガードが担当した。
| 全作詞・作曲・編曲: 藤永龍太郎（Elements Garden）。 |                                      |                               |                               |      |
| #                                                   | タイトル                             | 作詞                          | 作曲・編曲                    | 時間 |
| 1.                                                  | 「藍染サマータイム!!」               | 藤永龍太郎（Elements Garden） | 藤永龍太郎（Elements Garden） | 2:40 |
| 2.                                                  | 「藍染サマータイム!!」(Instrumental) | 藤永龍太郎（Elements Garden） | 藤永龍太郎（Elements Garden） | 2:40 |
| 合計時間:                                           | 合計時間:                            | 5:20                          |                               |      |

ミュージック・ビデオの制作スタッフ
- 振付 - 蛇の怪異
- コンテンツディレクター - 高久彩華
- ディレクター - 篠田利隆（異次元TOKYO）
- アニメーション制作 - リバティアニメーションスタジオ
- アニメーション演出 - 佐藤豊
- 3DCG演出 - 石田兵衛
- キャラクター/ジャケットデザイン - 大山裕之（うんばー）
- 作画監督 - Andraft Inc.［りあ、首藤寛陽］、スタジオエイトカラーズ［西原碧海］、リースリースタジオ［細美稚冬、大熊白］、スタジオカリス［シュウビュハガ、鈴木紗英子］、小林大地、福岡ゆう、シマダ、土田虎太郎、築山翔太、高瀬大輝
- 原画 - リバティアニメーションスタジオ［井原みづき、亀山裕実、加藤道帆、渡邊あゆみ］、Andraft Inc.［首藤寛、柿沼着生］、スタジオエイトカラーズ［池上樹、山地梨穂、奥村彩恵、加治屋颯］、オクルトノボル［宮崎里美］、小林大地、松田K子、mokoppe、小林操穗、ぬん、Luv、DELF、36.5℃、横山麻華、くまがぱんいち、はるなゆうた、姫野海瑠、山田桜、さんご、けんご、吉田圭佑、船橋翼、スタジオマスケット
- イラストカット・原画 - ざれごと
- キャラクター色彩設定 - 伊勢智寿美（リバティアニメーションスタジオ）
- 動画・仕上げ - スタジオマスケット、Triple A、NUT Inc.［坂本日向、徳田葉月美、呉力和、二階堂むぎ］
- 美術監督 - 竹田悠介
- 美術・背景 - Bamboo Inc.［益城貴昌、柳川真梨、大貫賢太郎、垣堺司］
- 撮影 - リバティアニメーションスタジオ［佐藤豊、石田兵衛、藤井正和、亀山裕実、藤嵜輝、加藤道帆、渡邊あゆみ］
- アニメーションプロデューサー - 坂本拓也、田仲マイケル、川原悠平、富坂遼、栗原堅一
- アートディレクター/グラフィックデザイン - 関口支乃（.MP）
- デザイン プロジェクトマネージャー - 金山未季（.MP）
- モーショングラフィックス - 立松夏奈（異次元TOKYO）
- 3Dアーティスト - kumo.productions™、大澤暁人、江口智哉、太田佳希
- 3Dモデラー - Reflex
- オンライン/コンポジット - 尾熊貴之
- オフライン/編集アシスタント - ウォンプアクマタヴィー、長谷川ここな
- MA - 高田淳之介（ARK）
- MAアシスタント - 佐藤摩結子（ARK）
- プロダクションマネージャー  - 原田利菜（異次元TOKYO）、胡桃沢まひる（異次元TOKYO）
- プロデューサー - 伊藤慧（異次元TOKYO）
- 全体制作 - 異次元TOKYO
- 企画 - カバー株式会社

## タイアップ
- PARCO - 2022年8月10日から8月31日にかけて、「ホロライブ・サマー2022」の開催を記念した、QRコードを利用したスタンプラリー 「ホロライブ・サマー2022 デジタルスタンプラリー in パルコ」が7つの店舗にて開催された[37]。
- マルイ - 2023年8月1日から9月3日にかけて、「ホロライブ・サマー2023」とコラボレーションを行ったポップアップストア「ホロライブ・サマー2023 in OIOI」が5つの店舗にて開かれた[38]。
- コンプティーク - 2023年8月9日に発売された同年9月号にて、「ホロライブ・サマー2023」の詳細情報や、ホロライブの所属タレントの水着衣装および、浴衣衣装のグラビアなどが約100ページに渡って掲載されたほか、A4クリアポスターや、前述したグラビアが描かれたしおりといった付録が収録された[39]。
- pixiv - 2025年7月9日から8月30日にかけて、「ホロナツパラダイス」とコラボレーションを行った、イラストコンテストおよびショートストーリー投稿企画が行われる予定である[5]。
- Doko Koko - 7月12日から9月1日にかけて、「ホロナツパラダイス」とのコラボレーションが行われた[40]。
- Meta Quest 3 - 2025年7月24日に「ホロナツパラダイス」とのコラボレーションとして、音乃瀬奏と一条莉々華が自分たちのYouTubeチャンネルにて配信を行った[41]。
- SHIBUYA TSUTAYA - 2025年8月1日から8月31日にかけて、「ホロナツパラダイス」とコラボレーションを行ったポップアップストア「ホロナツパラダイス POP UP SHOP」 が開かれる予定である[42]。当初は、各66種類の商品がランダムで販売される予定だったが、ファンのみならずホロライブの所属タレントからも苦言を呈する声が上がったため、同年7月17日には、SHIBUYA TSUTAYAがソーシャル・ネットワーキング・サービスのXにて謝罪を行った上で、各商品を5つのグループに分けての販売に変更することを発表した[42]。
- アニメイト、ゲーマーズ、コトブキヤ - 2025年8月1日から8月31日にかけて、「ホロナツパラダイス」とコラボレーションを行ったフェア「ホロナツフェア」が開かれる予定である[5]。
- RHINOSHIELD - 2025年8月8日に「ホロナツパラダイス」 とコラボレーションを行った商品が発売された[43]。